# Dactylanthera
Dactylanthera là một chi thực vật có hoa trong họ Lan.